# Ceratina madecassa
Ceratina madecassa är en biart som beskrevs av Heinrich Friese 1900. Ceratina madecassa ingår i släktet märgbin, och familjen långtungebin. Inga underarter finns listade i Catalogue of Life.